# Dolichupis janae
Dolichupis janae là một loài ốc biển nhỏ, là động vật thân mềm chân bụng sống ở biển trong họ Triviidae.

## Phân bố
Chúng phân bố ở Ấn Độ Dương dọc theo Sri Lanka